# Conmaicne
Los Conmhaícne (descendientes de Con Mhac) eran un antiguo tribal agrupando que se dividieron en varias ramas que se encontraron esparcidas a lo largo y ancho de Irlanda durante la Alta Edad Media. Toman su nombre de un antepasado mítico conocido como Con Mhac "sabueso hijo".

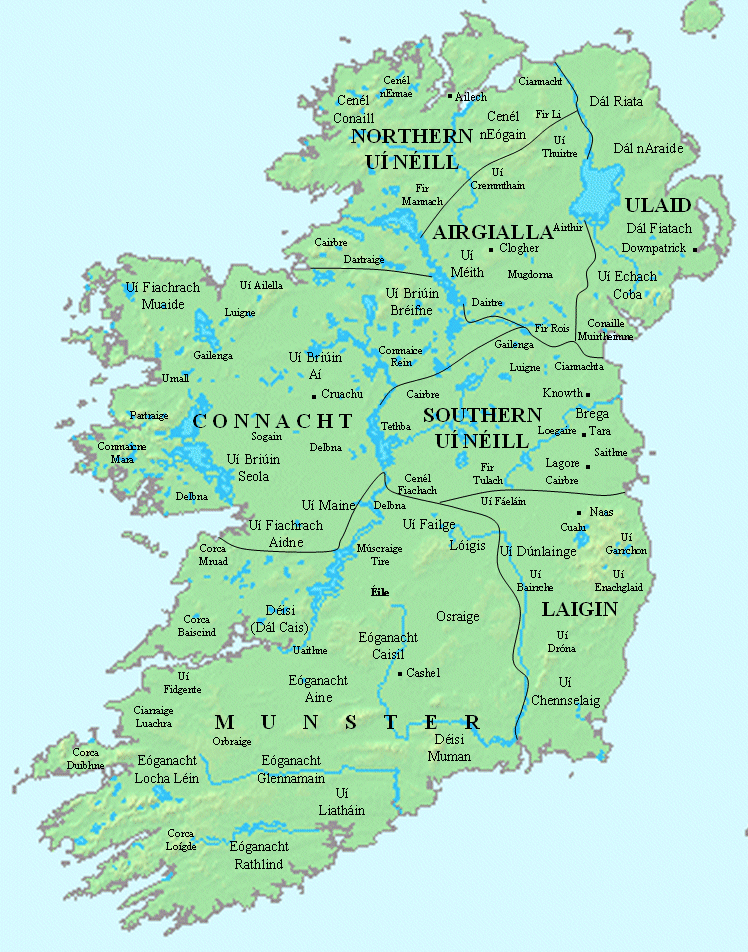
Reinos y pueblos tempranos de Irlanda, c.800

Los Conmhaícne Mara (Conmhaicne del mar) estaban ubicados en el extremo oeste del Condado Galway y dieron su nombre al territorio que ocuparon i.e. Connemara, una forma anglificada de Conmhaicne Mara. El territorio de Conmhaicne Mara / Connemara cubre todo de la baronía de Ballynahinch y la parroquia civil de Inishbofin, que está en la baronía de Murrisk. El territorio contiene las cinco parroquias civiles de Ballynakill/Baile na Cille, Ballindoon, Moyrus/Maigh Iorras, Omey/Iomaidh Fheicín y Inishbofin/Inis Bó Fine. El territorio contiene las cinco parroquias católicas de An Clochán (Clifden, Omey & Ballindoon), Iorras Ainbhtheach (Carna), Cloch na Rón/(Roundstone), Baile na Cille (Ballynakill) y Inis Bó Fine/(*Inishbofin (Condado Galway)).
El área de Condado Galway en que se ubica Connemara es conocida como Iar Connacht i.e. la porción de Condado Galway al oeste de Lough Corrib y un pequeño trozo del Condado de Mayo.
Otras ramas de los Conmaicne localizadas en lo que es ahora Condado Galway incluyen los Conmaícne Cenéoil Dubáin (también conocidos como Conmaicne Dúna Móir) y los Conmaícne Cúile Taland. La parroquia de Kilconickny, que significa "iglesia del Conmaicne" está localizada al oeste de la ciudad de Loughrea.

## Historia
Los jefes del Conmaicne Mara era los O'Kealys, y sus cadetes eran los MacConneelys, O'Devaneys, y O'Clohertys, con los O'Falons [Folan] como sus brehones hereditarios. Los O'Kealys, se trasladaron a Ui Oirbsen, pero se impusieron nuevamente después de unas cuantas décadas. Los MacConneelys permanecieron en su hogar de la península Ballyconneel, pero pronto se encontraron como vecinos de los O'Flahertys.
Una inquisición judicial de 1607 incluye a los siguientes nombres de jefes en la baronía de Ballynahinch:  O'Flaherty de Bunowen, MacConroy, MacConnor, MacDonough, O'Duan, O'Lee, y MacConneely.  MacConnor y MacDonough, eran jefes de ramas separadas de los O'Flahertys, mientras que los dos siguientes, O'Duan y O'Lee, encabezaban a viejos seguidores de aquella familia. Los MacConneelys eran la rama cadete más antigua de los O'Kealys de Conmaicne Mara.

## Annalistic Referencias
Ve Anales de Inisfallen
- AI1016.6 Masacre de Ára, en qué Ua Lochlainn, heredero real de Corcu Modruad, fue asesinado en Port Ciaráin en Ára. Fueron los Conmaicne quienes le mataron.
- AI1016.8 Muerte de Muiredach hijo de Cadla, rey de Conmaicne Mara.